# Strada nazionale 91
La strada nazionale 91 era una strada nazionale del Regno d'Italia, che congiungeva Canosa di Puglia a Modugno.
Venne istituita nel 1923 con il percorso "Canosa - Corato - Modugno".
Nel 1928, in seguito all'istituzione dell'Azienda Autonoma Statale della Strada (AASS) e alla contemporanea ridefinizione della rete stradale nazionale, il suo tracciato costituì l'intera strada statale 98 Andriese-Coratina.